# Жорж Скригин
Георгије-Жорж Владимирович Скригин (Одеса, 4. август 1910 — Београд, Србија, 30. октобар 1997), учесник Народноослободилачке борбе, филмски режисер, сценариста и фотограф-уметник.

## Биографија
Рођен је у племићкој породици (отац Владимир Александрович Скригин је био капетан и учесник јапанско-руског рата и ветеран првог светског рата) 4. августа 1910. године у Одеси, у данашњој Украјини. Након Октобарске револуције као припадници Белог покрета 1919. из Одесе селе се у Варну, да би се 1920. са родитељима доселио у Србију. Руску кадетску школу је похађао у Белој Цркви, а гимназију и Високу балетску школу је завршио у Загребу. Године 1930. је ступио у Хрватско народно казалиште у Загребу, као балетски играч. Фотографијом се бавио аматерски, од 1935. године.
Године 1941. је отишао у партизане, где је био члан Казалишта народног ослобођења при Врховном штабу НОВ и ПОЈ. После завршетка рата, доселио се у Београд, а од 1947. до 1967. бавио се професионално филмом, најпре као сниматељ и сценариста документарних филмова, затим као редитељ играних. Аутор је 22 филма, од чега осам играних. Био је и генерални директор Савеза филмских радника Југославије.
До почетка Другог светског рата, добио је многобројне награде за фотографије (Њујорк, Сан Франциско, Лондон, Буенос Ајрес, Торино и др). У послератном раздобљу се мало бавио изложбеном фотографијом. Награду АВНОЈ-а добио је за укупан уметнички рад, фотографски; награду Фото-савеза Југославије за животно дело; Пулску арену за животно дело, и др. Први је носилац звања Мајстор фотографије у Србији (1951). Носилац је Партизанске споменице 1941. и других југословенских одликовања.
Умро је 30. октобра 1997. године у Београду. Сахрањен је у Алеји заслужних грађана на Новом гробљу.

## Фотографски рад
Од 1936. године је био члан Фото клуба Загреб. У предратном раздобљу предмет његовог занимања су портрети, предели и акт фотографије. Био је врло активан на изложбама, нарочито иностраним, па је убрзо, 1937. године проглашен за мајстора фотографије и првака у уметничкој фотографији.
У току Народноослободилачког рата, остварио изванредан циклус од око 500 фотографија — снимао је збегове, децу, рањенике, портрете, офанзиве, конгресе. Већ у том раздобљу биле су интернационално познате две његове фотографије: портрет Врховног команданта НОВ и ПОЈ Јосипа Броза Тита (објављен на немачкој потерници и у немачком војном часопису „Сигнал”) и „Мајка Кнежпољка”, на којој се налази мајка Милица Тепић, са двоје деце у збегу, јануара 1944. године на Козари. Ова фотографија се налази у Музеју холокауста у Аушвицу.
Године 1968. објавио је илустровану монографију са уметничким фотографијама из Народноослободилачке борбе под називом Рат и позорница.
Фотографије је самостално излагао у Загребу, Будимпешти (1939) и Торину (1940), а после рата у Београду (1951, 1983, 1995), и Паризу (1986).

## Филмографија

### Редитељ
|                          | 1940 | 1950 | 1960 | 1970 | Укупно |
| ------------------------ | ---- | ---- | ---- | ---- | ------ |
| Дугометражни филм        | 0    | 4    | 4    | 0    | 8      |
| Документарни филм        | 1    | 0    | 1    | 1    | 3      |
| Кратки документарни филм | 4    | 4    | 0    | 0    | 8      |
| Укупно                   | 5    | 8    | 5    | 1    | 19     |

| Год.      | Назив                                         | Жанр                       | Награда |
| --------- | --------------------------------------------- | -------------------------- | ------- |
| 1940.-те_ |                                               |                            |         |
| 1947.     | Блед — Варна                                  | (Кратки документарни филм) |         |
| 1947.     | Трагом и офанзиве                             | (Документарни филм)        |         |
| 1948.     | Празник радног народа                         | (Кратки документарни филм) |         |
| 1948.     | Македонија                                    | (Кратки документарни филм) |         |
| 1949.     | Пети конгрес комунистичке партије Југославије | (Кратки документарни филм) |         |
| 1950.-те  |                                               |                            |         |
| 1950.     | Братска помоћ                                 | (Кратки документарни филм) |         |
| 1952.     | Долином Мораве                                | (Кратки документарни филм) |         |
| 1953.     | Ревија југословенских игара                   | (Кратки документарни филм) |         |
| 1953.     | Борац и градитељ                              | (Кратки документарни филм) |         |
| 1955.     | Њих двојица                                   |                            |         |
| 1956.     | Потрага                                       |                            |         |
| 1957.     | Крвава кошуља                                 |                            |         |
| 1958.     | Госпођа министарка                            |                            |         |
| 1960.-те  |                                               |                            |         |
| 1960.     | Друг председник центарфор                     |                            |         |
| 1961.     | Велика турнеја                                |                            |         |
| 1962.     | Мачак под шљемом                              |                            |         |
| 1965.     | Тито — записи филмског сниматеља              | (Документарни филм)        |         |
| 1967.     | Кораци кроз магле                             |                            |         |
| 1970.-те  |                                               |                            |         |
| 1971.     | Тито — Записи филмског сниматеља              | (Документарни филм)        |         |

### Сценариста
|                          | 1940 | 1950 | 1960 | 1970 | Укупно |
| ------------------------ | ---- | ---- | ---- | ---- | ------ |
| Документарни филм        | 0    | 0    | 2    | 1    | 3      |
| Кратки документарни филм | 2    | 3    | 0    | 0    | 5      |
| Укупно                   | 2    | 3    | 2    | 1    | 8      |

| Год.     | Назив                                                                   | Улога \|- style="background: Lavender; text-align: center; " | 1940.-те_ | 1940.-те_ | 1940.-те_ | 1940.-те_ |
| 1948.    | Празник радног народа (Кратки документарни филм)                        | /                                                            |           |           |           |           |
| 1949.    | Пети конгрес комунистичке партије Југославије(Кратки документарни филм) |                                                              |           |           |           |           |
| 1950.-те |                                                                         |                                                              |           |           |           |           |
| 1952.    | Долином Мораве (Кратки документарни филм)                               | /                                                            |           |           |           |           |
| 1953.    | Ревија југословенских игара (Кратки документарни филм)                  | /                                                            |           |           |           |           |
| 1953.    | Борац и градитељ (Кратки документарни филм)                             | /                                                            |           |           |           |           |
| 1960.-те |                                                                         |                                                              |           |           |           |           |
| 1965.    | Тито — записи филмског сниматеља (Документарни филм)                    | /                                                            |           |           |           |           |
| 1967.    | На парчету земље                                                        | /                                                            |           |           |           |           |
| 1970.-те |                                                                         |                                                              |           |           |           |           |
| 1971.    | Тито — Записи филмског сниматеља (Документарни филм)                    | /                                                            |           |           |           |           |

### Сниматељ
|                          | 1940 |
| ------------------------ | ---- |
| Дугометражни филм        | 1    |
| Кратки документарни филм | 1    |
| Укупно                   | 2    |

| Год.  | Назив                                   | Улога \|- style="background: Lavender; text-align: center; " | 1940.-те_ | 1940.-те_ | 1940.-те_ | 1940.-те_ |
| 1947. | Славица                                 | /                                                            |           |           |           |           |
| 1947. | Блед — Варна (Кратки документарни филм) | /                                                            |           |           |           |           |

## Оцена дела
„Сам Скригин је оценио да је димензију аутентичности достигао у уметничкој фотографији, а не на филму. Његове уметничке фотографије, предратне и ратне, зраче снагом незаобилазних историјских докумената и несумњивим уметничким духом. Спонтано и рафиновано, уз помоћ суптилно употребљене светлости, користећи час драматику, а час лирску осећајност, дочарао је психолошка и емоционална стања својих јунака (У ковачници, 1935, Далматинац, 1940, Рањеници, 1943, Мајка Кнежпољка, 1944. и др).”

## Галерија
- Лирски пејзаж (пролеће)
(Скригин, 1938)

- Јосип Броз Тито
(Скригин, 1942)
- Партизани на Сутјесци
(Скригин, 1943)
- Војници 2. далм. бр. на Милинкладама
(Скригин, 1943)
- Козарчанка
(Скригин, 1943/44)
- Мајка Кнежопољка
(Скригин, 1944)

- На прослави Битке на Сутјесци
(Крагујевић, 1958)